# Danh sách Quân binh chủng Quân đội nhân dân Việt Nam 2022
Dưới đây là danh sách các quân binh chủng và tương đương trong quân đội nhân dân Việt Nam tính tới năm 2022:
Bài đang trong quá trình đại tu, còn nhiều chỗ hổng, chỗ trắng, mong mọi người cảm thông.

## Các quân chủng và tương đương
Quân đội nhân dân Việt Nam có 1 binh chủng hợp thành - Lục quân, 2 quân chủng và 2 Bộ Tư lệnh:
1. Lục quân Nhân dân Việt Nam
2. Quân chủng Phòng không - Không quân, Quân đội nhân dân Việt Nam
3. Quân chủng Hải quân, Quân đội nhân dân Việt Nam
4. Bộ đội Biên phòng Việt Nam
5. Cảnh sát biển Việt Nam

## Các binh chủng quản lý trực tiếp bởi Bộ Quốc phòng
Do Lục quân Quân đội nhân dân Việt Nam không tổ chức biên chế thành một quân chủng độc lập mà quản lý trực tiếp bởi Bộ Quốc phòng nên các binh chủng trong lục quân cũng được quản lý trực tiếp bởi Bộ Quốc phòng:
1. Công binh
2. Thông tin liên lạc
3. Pháo binh
4. Phòng hóa
5. Đặc công

## Cảnh sát biển Việt Nam
1. ↑   https://www.qdnd.vn/quoc-phong-an-ninh/xay-dung-quan-doi